# El signo de la muerte
El signo de la muerte es una película de comedia mexicana de 1939 dirigida por Chano Urueta y protagonizada por Mario Moreno "Cantinflas", Manuel Medel, Elena D'Orgaz y Carlos Orellana. Esta película es parte de los primeros papeles protagónicos de Cantinflas, donde formó equipo con Medel.

## Argumento
La película comienza con el siguiente texto en pantalla:

Y vendrán del mar hombres blancos y barbados a asolar estos reinos y se derrumbarán los templos y dormirán los dioses inmortales hasta el día que el último descendiente de Quetzalcóatl logre ofrendar a los dioses el corazón de cuatro doncellas predestinadas. Ese día de gloria los corazones de los hombres blancos se secarán y el hijo de Quetzalcóatl reinará sobre todos sus súbditos.

La cita es acreditada a un «Códice Xilitla», el cual se encuentra en un museo dirigido por el destacado científico, el Dr. Gallardo (Carlos Orellana). Su despistado asistente (Cantinflas) se encarga de ser el guía del museo. Un torpe inspector de una biblioteca pública (Medel) busca a Cantinflas para devolverle un libro que tomó prestado hace algún tiempo.
Según el Dr. Gallardo, la parte del códice que indica como es el signo que señala quienes serán las doncellas predestinadas está perdido. Unos ladrones entran misteriosamente al museo pero solo roban una antigua daga ceremonial hecha de obsidiana. Tras el robo, y según el ciclo de la luna llena, una joven blanca es secuestrada. Es llevada ante un  altar ceremonial donde un sacerdote azteca, quien está en posesión de la parte perdida del códice, la sacrifica a Quetzalcóatl.
Al día siguiente se encuentra el cuerpo de la mujer y se determina que fue asesinada al extraerle el corazón. La policía no tiene pistas. Este caso capta la atención del matrimonio de reporteros Carlos Manzano (Tomás Perrín) y la bella Lola Ponce (Elena D'Orgaz). Con el paso de los días, llega a la ciudad un hechicero que sólo cuenta su destino a las personas del «bello sexo». Una mujer visita a este hechicero para que adivine su futuro, sólo para que se revele que el hechicero es el sacerdote, que tiene la capacidad de identificar el «Signo de la Muerte». Luego de salir es secuestrada y al igual que la primera mujer es llevada ante el sacerdote y termina siendo sacrificada a Quetzalcóatl.
Luego de que el cuerpo de la segunda víctima aparece en el mismo estado que el anterior, la policía aún está más confundida, pero Manzano sospecha que existe una conexión con los ritos aztecas y los escritos del Dr. Gallardo, iniciando toda una intriga para descubrir quién está realmente detrás de los asesinatos.

## Reparto
- Mario Moreno como Cantinflas.
- Manuel Medel como Medel.
- Elena D'Orgaz como Lola Ponce.
- Carlos Orellana como Dr. Gallardo
- Tomás Perrín como Carlos Manzano.
- Max Langler: Matlatzin.
- Matilde Corell como Tía Mati.
- Elia D'Erzell como Alicia.
- Alfonso Parra como Comisario.
- Manuel Arvide como Jefe de redacción (sin acreditar).
- Raúl Guerrero como Borracho en la comisaría (sin acreditar).
- Rafael Icardo como Sablista (sin acreditar).
- Aurora Ruiz como Cliente de adivino (sin acreditar).
- María Luisa Serrano como Turista (sin acreditar).

## Lanzamiento
La película se estrenó el 23 de diciembre de 1939 en el cine Alameda. Aunque no citó números, Aproximación histórica al cineasta Francisco Elías Riquelme escribió que la película fue un «descalabro económico» tal que la distribuidora CISA no produciría más películas.

## Recepción
Una reseña citada en Aproximación histórica al cineasta Francisco Elías Riquelme dice que el tema de la película sería «tétrico» si no fuera por la «gracia inimitable» de Cantinflas. El libro La violencia nuestra de cada día citó la película como un ejemplo de películas mexicanas de la época que abordaban temas lúgubres con humor, en el caso de esta película los sacrificios humanos. Diversos análisis han destacado la escena protagonizada por Cantinflas y Manuel Medel en la que sus personajes están ebrios y Cantinflas actúa travestido.